# ما بعد التسويق

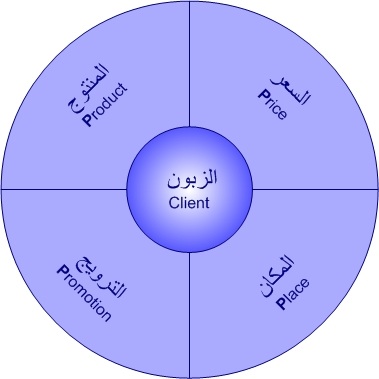
محاضرة 20-10-2019 الأستاذ ماجد الخطيب الرئيس التنفيذي لشركة داراالاركان.

وفقًا للمعنى الحرفي، تعني كلمة ميتا «الإلمام بمحيط أكثر شمولاً واتساعًا». وفي مجال التسويق، يعد إيه.جى.كيلي أول من ابتكر هذا المصطلح وطرحه أثناء النقاش حول موضوع علم التسويق وأخلاقياته ووفقًا لما قاله، «يُعد مفهوم ما بعد التسويق مركبًا يجمع كافة أساسيات التسويق الإدارية، والتقليدية، والعلمية، والاجتماعية والتاريخية.»  لذلك، يُعد مفهوم ما بعد التسويق محاولةً تهدف إلى توسيع آفاق التسويق عن طريق تغطية المنظمات غير الربحية؛ بمعنى أن يصل عمل التسويق ومجالاته إلى المنظمات غير الربحية. يُمثل بيع أفكار تنظيم الأسرة أو فكرة التحريم والمنع أفضل الأمثلة على مفهوم ما بعد التسويق.
ومن سمات هذا المفهوم أنه يعمل بطريقةٍ معينة تتمثل في جمع البائعين والمشترين وإحضارهم في مكان واحد من أجل هدف واحد. وبدلًا من تقديم منتجات متعددة لعميلٍ واحدٍ فقط، يجمع هذا المفهوم بين عملاء مختلفين لا يحتاجون بالضرورة لمعرفة الفروق والاختلافات بين المنتجات المتشابهة.
وبالتالي يُعد ما بعد السوق «ميتا ماركت» مكانًا قد تجد فيه كل ما له صلة بسوق محدد. على سبيل المثال، قد يكون الميتا ماركت الخاص ببيع سيارة عبارة عن موقع إلكتروني يعمل على عرض السيارات للبيع، لكن لا يتوقف الأمر عند هذا الحد؛ حيث يمكنك إيجاد قطع غيار، وإكسسوارات، ودهانات وألوان خاصة بالسيارات على الموقع ذاته، بالإضافة إلى آراء العديد من فنيّ السيارات؛ إلخ. وبالتالي يمكن القول إن ما وراء السوق الخاص بتسويق فئةٍ معينة أو سوقٍ محدد هو سوق يمكنك العثور فيه على كل شيء له صلة بهذه الفئة وهذا السوق.
يُعد ما وراء التسويق منهجًا لدراسة التسويق وعلاقته بجميع أشكال الحياة من خلال التركيز على كافة الخبرات الأخلاقية، العلمية والتجارية والاستفادة منها في مجال التسويق للخروج بأفضل النتائج، فتنشأ القدرة على تأسيس هيكل غني بقاعدة معلومات حول دمج كافة جوانب الخبرات وأشكالها مع الشخصية الإنسانية.
ينطوي مفهوم ما وراء التسويق على أيدولوجيتين مختلفتين. الأولى كما تم وصفها آنفًا تعمل بشكلٍ أساسي على الجمع بين الصناعات المتشابهة تحت صناعة رئيسية أكثر شمولًا، أما الثانية فيمكن تقديمها على النحو التالي:
يرى العديد من كبار المديرين التنفيذيين حتى الوقت الحاضر، أن التسويق يُعد نشاطًا يبدأ عمله وفعالياته بعد انتهاء مرحلة التصنيع؛ حيث يتم العمل على جميع عناصر التسويق ووظائفه (التعبئة، والتغليف، والتمييز التجاري بتكوين علامة تجارية مميزة، والتوزيع، والبيع، والإعلان، والمبيعات الترويجية) عادةً بعد تصنيع المنتج الأساسي. واستمرت آثار تركيز المنتج، بدلًا من التركيز على المستهلك.
وحتى السبعينيات، خصص الصناعيون قدرًا كبيرًا من الجهد والمال من أجل تحديد نوع الاستثمار في المصانع وتوفير الآلات المناسبة دون الالتفات إلى تعقيدات التسويق. ويتم اتخاذ قرارات الاستثمار عادةً قبل الشروع في مرحلة تصنيع المنتج، وبالتالي يفشل الصناعيون في رؤية وإدراك أن زيادة احتمالية بيع المنتج للعملاء لا تقوم على الاهتمام بالتصميم، والتطبيق، وكيفية الاستخدام فقط، لكن أيضًا تأتي من خلال جمع المنتجات المتشابهة ذات الصلة ودمجها تحت قطاع صناعي اقتصادي واحد ككيان واحد.
كما تلعب العديد من الصناعات وخاصةً في مرحلة النمو دورًا هامًا باعتبارها عاملاً يساهم في رواج المنتج وسرعة بيعه بغض النظر عن الفئة المدرج تحتها. ومع ذلك، نجد أن الوضع قد شهد تغيرًا جذريًا وعلى نحوٍ واسع في الوقت الحالي. فأصبح يتمحور حول ضرورة الإلمام بإستراتيجيات المنافسين وما يدور في عقل العميل؛ بمعنى القدرة على توقع احتياجات العميل وتلبية مطالبه.
وفي الوقت الحاضر، يشكل فهم البيئة المحيطة بالصناعة ومراعاتها شأنًا ذا أهمية عالية ومتزايدة. وفي الآونة الأخيرة، أثبت واضعو السياسات التجارية ضرورة وجود خطة إستراتيجية تسعى للخروج بنتيجة مرضية وتحقيق هدف ذي مَعْنى، بالإضافة إلى ضرورة التركيز على وجود اهتمامٍ هادف عالي المستوى داخل القطاع الصناعي.
كما لفت كل من مخططي ومفكري إستراتيجيات التسويق والمؤسسات التجارية وعدد آخر من المستشارين الانتباه من جديد نحو ضرورة العمل على «إعادة هيكلة الصناعة.» فجاء كلامهم مشابهًا لما ذكره جوزيف شومبيتر؛ الأستاذ بالمدرسة النمساوية للاقتصاد، منذ زمنٍ بعيد حول العنصر الرئيسي والقوة الدافعة وراء تطور الاقتصاد ونمو الصناعة والتي تتمثل في الإبداع والابتكار.
لا يعتمد مفكر ما وراء التسويق في عمله على إعادة المزيج التسويقي للشركة الرائدة بالسوق الآن أو سابقًا. قد يكون الابتعاد قدر الإمكان عما يطلق عليه «سر النجاح» طريقًا أقل مجازفة وخطورة. يوضح هذا النوع من مفهوم ما وراء التسويق أن التميُز ينتج عن فعل شيء مختلف عما يفعله قطاع الصناعة.
كما أكد السيد إس. راماتشاندر بوضوح أن «هذا النوع من الرؤية المميزة يسبق بشكلٍ بديهيٍ وحتمي إنشاء نموذج تنافسي جديد يشمل أفكارًا مميزة تعمل على إعادة وضع كتاب القواعد وتغيير قواعد سير اللعبة ذاتها. وفي ظل بيئةٍ تنافسية دولية وعالمية بشكل مستمر، ستعمل شركات التسويق على التفكير مليًا لتقديم عروضٍ مختلفة ومميزة بمستوى وجودة أفضل، مع الوضع في الاعتبار أن تأتي هذه العروض ممثلة معبرة عن رؤية التسويق نفسها.» 

## وصلات خارجية
- نسخة محفوظة 11 أكتوبر 2020 على موقع واي باك مشين.